# Новые Коноплицы
Новые Коноплицы (бел. Новыя Канапліцы) — деревня в Старосельском сельсовете Рогачёвского района Гомельской области Беларуси.
На юге и севере граничит с лесом.

## География

### Расположение
В 35 км на северо-восток от районного центра и железнодорожной станции Рогачёв (на линии Могилёв — Жлобин), 155 км от Гомеля.

### Гидрография
На реке Днепр.

## Транспортная сеть
Транспортные связи по просёлочной, затем автомобильной дороге Старое Село — Рогачёв. Планировка состоит из короткой прямолинейной улицы меридиональной ориентации, застроенной двусторонне, деревянными усадьбами.

## История
Основана в начале 1920-х годов переселенцами из соседних деревень, преимущественно из деревни Коноплицы, на бывших помещичьих землях. В 1931 году жители вступили в колхоз. Согласно переписи 1959 года в составе подсобного хозяйства районного объединения «Сельхозхимия» (центр — деревня Станьков).

## Население

### Численность
- 2004 год — 8 хозяйств, 14 жителей.

### Динамика
- 1959 год — 72 жителя (согласно переписи).
- 2004 год — 8 хозяйств, 14 жителей.